# Verbremser

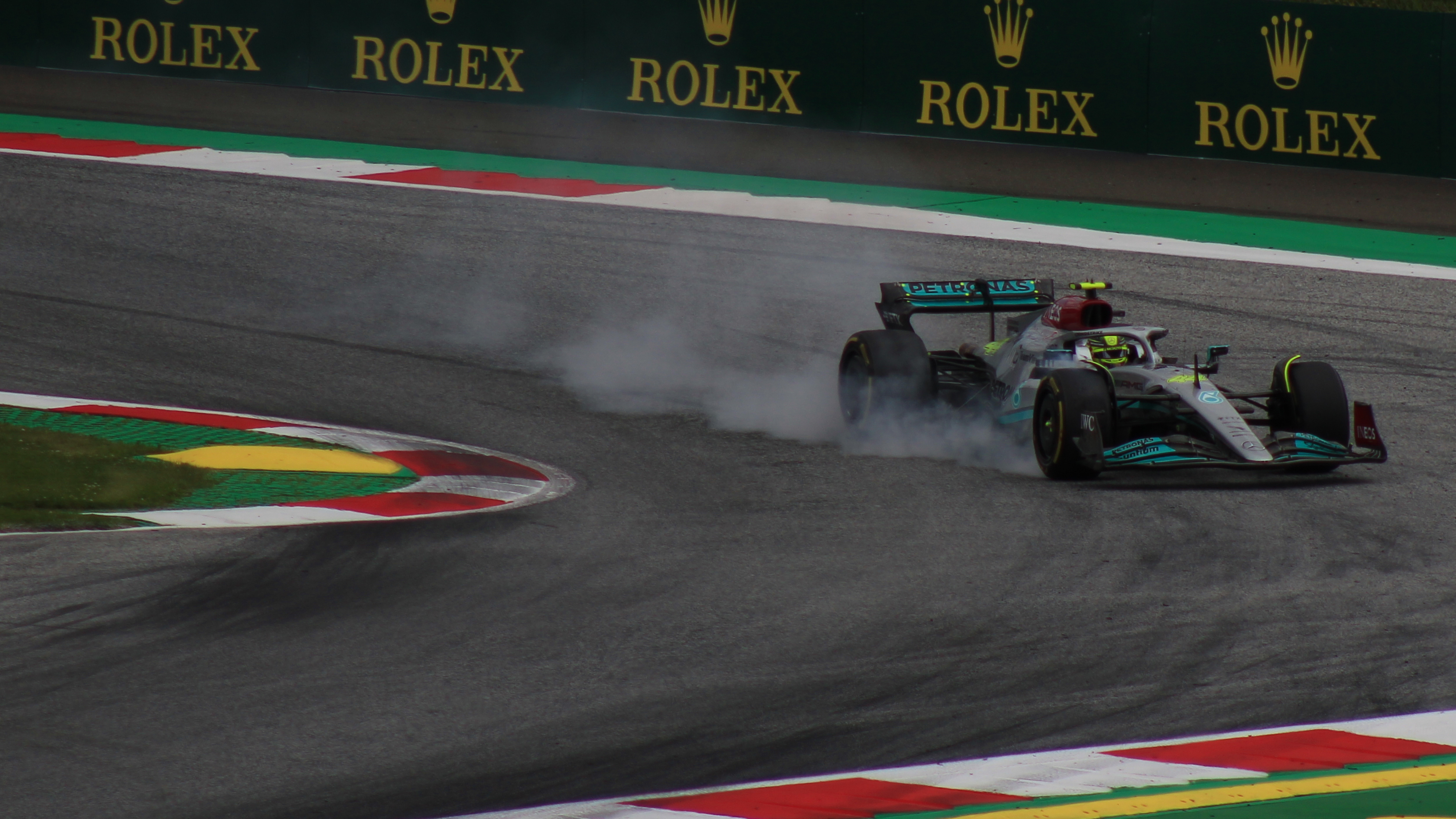
Siebenfacher Formel-1-Weltmeister Lewis Hamilton verbremst sich in der ersten Kurve am Red Bull Ring (2022)

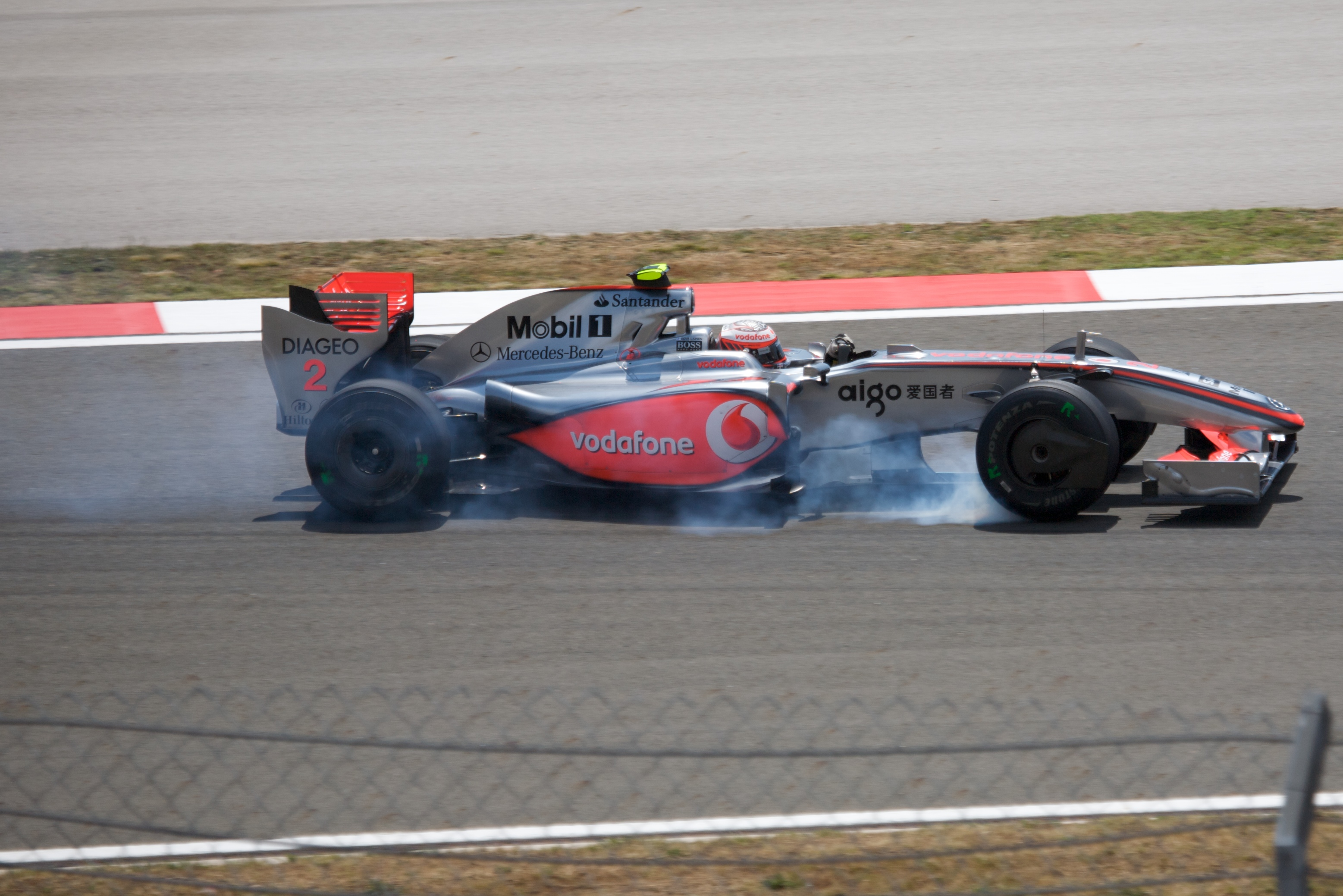
Verbremser von Heikki Kovalainen in einem McLaren-Mercedes (2009)

Verbremser bezeichnet im Motorsport einen Fahrfehler durch zu spätes oder falsches Betätigen der Bremsen des Fahrzeugs.
Die Folgen eines Verbremsers hängen stark vom Ausmaß und der Streckenbeschaffenheit ab, sie reichen von kurzem Zeitverlust durch Verlassen der Ideallinie bis zu einem Verlassen der Strecke in eine Auslaufzone oder den Aufprall gegen die Streckenbegrenzung.
Im Automobilsport äußert sich ein Verbremser oftmals im Blockieren eines oder beider Vorderräder, da hier in der Regel die Verwendung eines Anti-Blockier-Systems nicht erlaubt ist. Dies kann, besonders auf festem Untergrund wie Asphalt, zu einem Bremsplatten meist des kurveninneren Vorderrades führen.